# Клинген
Клинген (њем. Clingen) град је у њемачкој савезној држави Тирингија. Једно је од 50 општинских средишта округа Кифхојзер. Према процјени из 2010. у граду је живјело 1.084 становника. Посједује регионалну шифру (AGS) 16065012.

## Географски и демографски подаци
Клинген се налази у савезној држави Тирингија у округу Кифхојзер. Град се налази на надморској висини од 185 метара. Површина општине износи 10,8 km². У самом граду је, према процјени из 2010. године, живјело 1.084 становника. Просјечна густина становништва износи 101 становника/km².